# Nikołaj Trofimczuk
Nikołaj Trofimczuk (ur. 17 lutego 1902 we wsi Mołczad pow. Słonim, zm. ?) – radziecki generał-major służący w LWP.

## Życiorys
Z pochodzenia Białorusin. Uczył się w szkole podstawowej do 1915, gdy wraz z rodziną został ewakuowany w głąb Rosji. W latach 1918–1921 na kursach pedagogicznych w Surażu pow. Homel. Do 1924 był nauczycielem w szkole wiejskiej, potem został wcielony do Armii Czerwonej. Od grudnia 1924 dowódca drużyny, od września 1925 szef kompanii. W latach 1926–1930 w wojskowej szkole inżynieryjnej, od 1926 członek partii komunistycznej. Od 1930 dowódca kompanii elektrotechnicznej batalionu inżynieryjnego. 1933-1938 studiował w Wojskowej Akademii Elektrotechnicznej, po czym został inżynierem i wykładowcą Moskiewskiej Wojskowej Szkoły Inżynieryjnej (od VI 1941 starszy wykładowca). 
Od jesieni 1942 walczył na froncie, od wiosny 1943 zastępca szefa sztabu wojsk inżynieryjnych Frontów ds. zagrodzeń. 10 X 1944 skierowany do WP jako podpułkownik i szef oddziału w Szefostwie Wojsk Inżynieryjnych Sztabu Głównego WP. Od grudnia 1945 zastępca szefa Departamentu Wojskowo-Inżynieryjnego MON. 
W marcu 1946 wrócił do ZSRR jako szef Cyklu Elektrotechnicznego Akademii Inżynieryjnej w Leningradzie, w lipcu 1951 znów wysłany do Polski jako pułkownik i szef Katedry Uzbrojenia Inżynieryjnego w Wojskowej Akademii Technicznej w Warszawie. W marcu 1956 został komendantem fakultetu Inżynierii i Geodezji Wojskowej. Podczas służby w WP wyróżniał się wśród oficerów radzieckich kulturą osobistą i życzliwością wobec Polaków. W sierpniu 1956 Prezydium Rady Ministrów ZSRR mianowało go generałem-majorem Armii Radzieckiej. Pod koniec 1956 zakończył służbę w WP i wrócił do ZSRR.

## Odznaczenia
- Order Virtuti Militari V klasy (1945)
- Order Krzyża Grunwaldu III klasy (1945)
- Krzyż Oficerski Orderu Odrodzenia Polski (1945)
- Złoty Krzyż Zasługi (dwukrotnie, 1946 i 1956)
- Brązowy Medal „Siły Zbrojne w Służbie Ojczyzny” (1956)
- Order Lenina
- Order Czerwonego Sztandaru
- Order Czerwonej Gwiazdy
- Order Wojny Ojczyźnianej II stopnia
- Medal „Za obronę Stalingradu”
- Medal „Za zwycięstwo nad Niemcami w Wielkiej Wojnie Ojczyźnianej 1941–1945”

I inne.